# London After Midnight
London After Midnight (LAM) — американський death-rock колектив, який було створено на початку 90-х років у Лос-Анджелесі. За всі роки існування гурту єдиним незмінним учасником колективу (а також вокалістом, гітаристом та автором всіх пісень) був Шон Бреннан. Інші музиканти лише допомагають фронтмену на концертах і не беруть участі у студійній роботі. Виняток — клавішник Темлін (Tamlyn), який був у складі гурту майже 15 років (1990—2004) і написав декілька інструментальних композицій для релізів гурту.
LAM дуже відомий у світовій готичній субкультурі, гурт називають одним з найвпливовіших колективів готик-сцени 90-х..

## Історія
У кінці 80-х у Каліфорнії існував гурт Childhood's End, клавішником і вокалістом якого був Бреннан. Гурт дав єдиний концерт і відразу ж розпався. В інтернеті залишилося єдине свідоцтво про той колектив — пісня October, яка була зіграна на тому ж концерті. Шон вирішив створити новий колектив, який би базувався на творчості попередника. Згодом таким гуртом став London After Midnight — названий на честь німого фільму 20-х років.
Постійними учасниками щойно створеного колективу спочатку були Бреннан та Темлін. Разом вони зробили велике павутиння, яке потім використовували на концертах, як елемент сценічних декорацій. Гурт почав давати виступи як у готик, так і звичайних клубах Лос-Анджелесу, серед яких були легендарні «Helter-Skelter» та «Zombie Zoo». Завдяки меланхолічній музиці та харизматичному вокалу Бреннана, гурт яскраво відрізнявся від інших представників місцевого андерграунду. Шон пригадував:

«Місцева клубна сцена, була заповнена чисельними клонами The Sisters of Mercy. Взагалі складалось таке враження, що основною ідеєю death-rock руху була відсутність якихось інновацій та свіжих поглядів на музику.» 

З часом колектив набув певної слави серед прихильників неформальної музики, і тепер вони збирали повні зали клубів «The Whisky a Go Go» і «Roxy Theatre». У 1991 році вийшла однойменна касета з чотирма піснями, яку музиканти розповсюджували на концертах. У кінці 1991-го, музиканти відпрацювали над записом матеріалом, тривалістю трохи понад 40 хвилин. (Бреннан хотів включити до трек-листа пісню October, яка залишилася з часів Childhood's End, але, урешті-решт, відмовився від цієї ідеї.) Так на світ з'явився перший студійний альбом — «Selected Scenes from the End of the World», який потім неодноразово перевидавався. Музиканти не хотіли мати справ з лейблами, які, на їх думку, «міркують над тим, як заробити на тобі якомога більше грошей», тому разом з місцевою мережею музичних магазинів «Melrose Ave» вони уклали договір на дистриб'юцію своїх касет. Ажіотаж навколо колективу був настільки сильним, що їх записи продавалися значно швидше, аніж альбоми поп-артистів на кшталт Duran Duran. Згодом вони були змушені замовляти новий тираж, а у вітринах музичних крамниць з'являлись оголошення: «Так, у нас є записи London After Midnight»
Ця популярність не пішла на користь колективу: коло нього почали збиратися багато малоадекватних людей. Під враженням від цих тенденцій, трохи згодом, через пару років, Бреннан запише альбом «Psycho Magnet» («Притягуючий психів»). Крім того, через постійні зміни у складі почали з'являтись персонажі, які нічого не являли собою як музиканти, проте які бажали бути у гурті та отримати свою частку популярності та слави. Далеко не з усіма цими людьми вдавалося мирно розійтись — яскравий приклад тому конфлікт з хлопцем, на ім'я Стейсі (Stacy). Він відіграв з гуртом кілька репетицій і один концерт, після чого його звільнили. Щоб помститися своїм кривдникам, він почав видавати короткотиражну газету, яка розповсюджувалась на концертах гурту, і в якій можна було прочитати плітки про London After Midnight та особисто про Шона Бреннана.
До 1994 року концертний склад гурту остаточно закріпився, і LAM став виїжджати з концертами за межі США. На їх перший концерт у Мексиці зібралася аудиторія близько 5000 осіб. Також вони почали їздити до Європи (зокрема Англія та Німеччина). Завдяки своїй специфічній зовнішності та неординарному одягу, Бреннан завжди опинявся у центрі уваги. Він часто з'являвся на обкладинках андерграундних журналів.
Для того, щоб інформувати фанів про свої плани, а також для того, щоб контролювати продаж записів колективу — був створений The Gashlycrumb — своєрідний гібрид між каталогом та журналом.
Трохи пізніше, у 1995 році, Бреннан прийняв пропозицію німецького інді-лейблу «Apocalyptic Vision» щодо видання свого першого альбому у Європі. На початку 1996-го був виданий міньон «Kiss» — з чотирма новими піснями та однією інструментальною композицією. EP вийшов на компакт-диску та на платівці.

## Дискографія

### Альбоми
- Selected Scenes from the End of the World (1992) (перевидавався у 1995, 1998, 2003, 2008 роках разом з бонус-треками)
- Psycho Magnet (1996) (перевидавався у 1998, 2003, 2008 роках)
- Oddities (1998) (перевидавався у 2008)
- Violent Acts of Beauty (2007)

### Міні-альбоми
- Kiss (1996)

### Демо
- London After Midnight (1991)
- Ruins (1994)

### Відео
- Innocence Lost (1998)